# ده‌سرخ (مبارکه)

 ده‌سرخ ، شهری از توابع بخش گرکن جنوبی شهرستان مبارکه در استان اصفهان ایران است.
مردم این شهر به دو زبان ترکی و فارسی صحبت می‌کنند. این شهر آب و هوایی نسبتاً گرم و خشک دارد.
مراکز دیدنی آن چشمه بابا عبدالله، هفت برادران، بقعه سید جلال، و پارک کوهستانی است.
از مراکز فرهنگی دهسرخ، کانون فرهنگی هنری میثاق را می‌توان نام برد که از سال ۱۳۸۷ تاکنون با برگزاری کلاسها و دوره‌های متنوع، توانسته نقشی فعال در رشد و ارتقای فرهنگی روستا داشته باشد.همچنین مساجد فعال در روستا به ترتیب قدمت عبارتند از مسجد جامع، مسجد المهدی ، مسجد صاحب الزمان و مسجد امام حسین علیه السلام که هرکدام نقش بسزایی در فرهنگسازی و تربیت دینی اهالی داشته اند. آیت الله علامه سید محمود موسوی معروف به "علامه دهسرخی" از جمله علما و دانشمندان دهسرخ است که سالها در مساجد دهسرخ به ترویج معارف اهل بیت علیهم السلام پرداخت. 

شغل اصلی اهالی دهسرخ به‌طور سنتی، دامداری و کشاورزی بوده‌است. البته نسل جوان آن به مرور جذب مراکز صنعتی همجوار شده‌اند. همچنین به دلیل وجود کارخانه‌ها و شهرک‌های صنعتی متعدد، فنی کاران ماهری در روستا پرورش یافته‌اند.

## جمعیت
این شهر در (شهرستان مبارکه استان اصفهان) قرار دارد و براساس سرشماری مرکز آمار ایران در سال ۱۳۸۵، جمعیت آن ۳٬۵۸۲ نفر (۸۷۳خانوار) بوده‌است. باتوجه به سر شماری جدید دهسرخ ۴۸۲۲ نفر و ۱۲۸۰ خانوار دارد.ریشه اصلی این مردمان به ترک های نفر شیراز بر میگردد در دوران شاه عباس صفوی به این نقطه کوچ داده شده اند که بیشتر آنها را سربازان مخصوص شاه عباس بودند که در قعله ای بنام قیرمیز قعله (قعله قرمز) در نزدیکی کوه و چشمه بابا عبدالله سکونت گزیدند با ایجاد جوی آب از زاینده رود به این قسمت جهت کشاورزی در این محل و پیوستن اقوام ترک نفر به مرور زمان ابتدا روستا در محلی پایین تر محل فعلی و سپس در محل امروزی تشکیل شده است قبل از سکونت اقوام ترک در این محل، روستای دهسرخ محل تفریح و تفرجگاه جهت شاهان و حاکمان اصفهان بوده که با مراجعت به این محل اقدام به شکار بواسطه نزدیکی به کلاه قاضی می کردند که باقیمانده قسمت هایی از این تفریحگاه را میتوان در هفت برادران (یدی قارداش) و سلطان باغی یافت.